# Fototermólisis selectiva
El proceso de fototermólisis selectiva consiste en la destrucción específica de una estructura celular (cromóforo) debido al aumento térmico inducido por un láser. Dicho proceso fue descrito por primera vez por R.R. Anderson y J. A. Parrish, en 1983, en la revista Science. Actualmente se considera entre los mecanismos más importantes en la interacción de láser en los tejidos.
La fototermólisis selectiva se consigue ajustando de modo óptimo la longitud de onda, la duración del pulso láser y la fluencia. La longitud de onda debe escogerse teniendo en cuenta el espectro de absorción y la profundidad del cromóforo diana. La duración de la exposición del cromóforo al haz láser debe ser inferior al tiempo de relajación térmica (TRT) de dicho cromóforo. Finalmente, la fluencia o densidad de energía suministrada debe ser suficiente para producir la destrucción de la diana tisular.